# 江川海岸
江川海岸（えがわかいがん）は、千葉県木更津市の木更津港（東京湾）に面した海岸。海岸部には盤州干潟が形成されている。潮干狩り場や絶景スポットとして観光名所となっている。

## 概要
小櫃川の河口付近に位置しており、海岸部には盤州干潟の前浜干潟（砂底質、1400ヘクタール）が形成され、南東側には木更津駐屯地が隣接している。東京湾の木更津港湾区域の最も北寄りに位置した江川地区に面しており、全面に広がる浅場・干潟を利用した海苔・アサリの漁業生産基地となっている。漁船の安全な航行の確保を図るべく、海岸北側に位置する江川航路の維持浚渫などを実施している。
潮干狩りのできる海岸として江川海岸潮干狩場にはシーズンの春から夏頃やゴールデンウィーク頃の風物詩の一つとして毎年4万 - 5万人が訪れる。観光目的であれば入場料金はかからないが、潮干狩りが目的の場合は潮干狩り場利用料金を徴収している。
南側の木更津港を挟んだ海岸沖には君津共同発電所、日本製鉄君津製鉄所などが並んでおり、工場夜景のスポットとなっている。また、北側には海ほたるパーキングエリア、アクアブリッジ、西側には横浜港、富士山を望むことが出来る。

## 自然
東京湾沿いの海岸は埋立地や護岸整備による港湾施設や工業地域、ウォーターフロント開発によって、昔ながらの自然や生態系が失われつつある。しかし、盤洲干潟の後浜から前浜にかけての海岸線は自然のままで、東京湾の原風景を留めている。
微生物のほか、ゴカイ、貝などの底生生物により有機物が分解されるため、水質が浄化されている。特にハマグリやバカガイが多く生息するため、潮干狩りが盛んである。

## 海中電柱

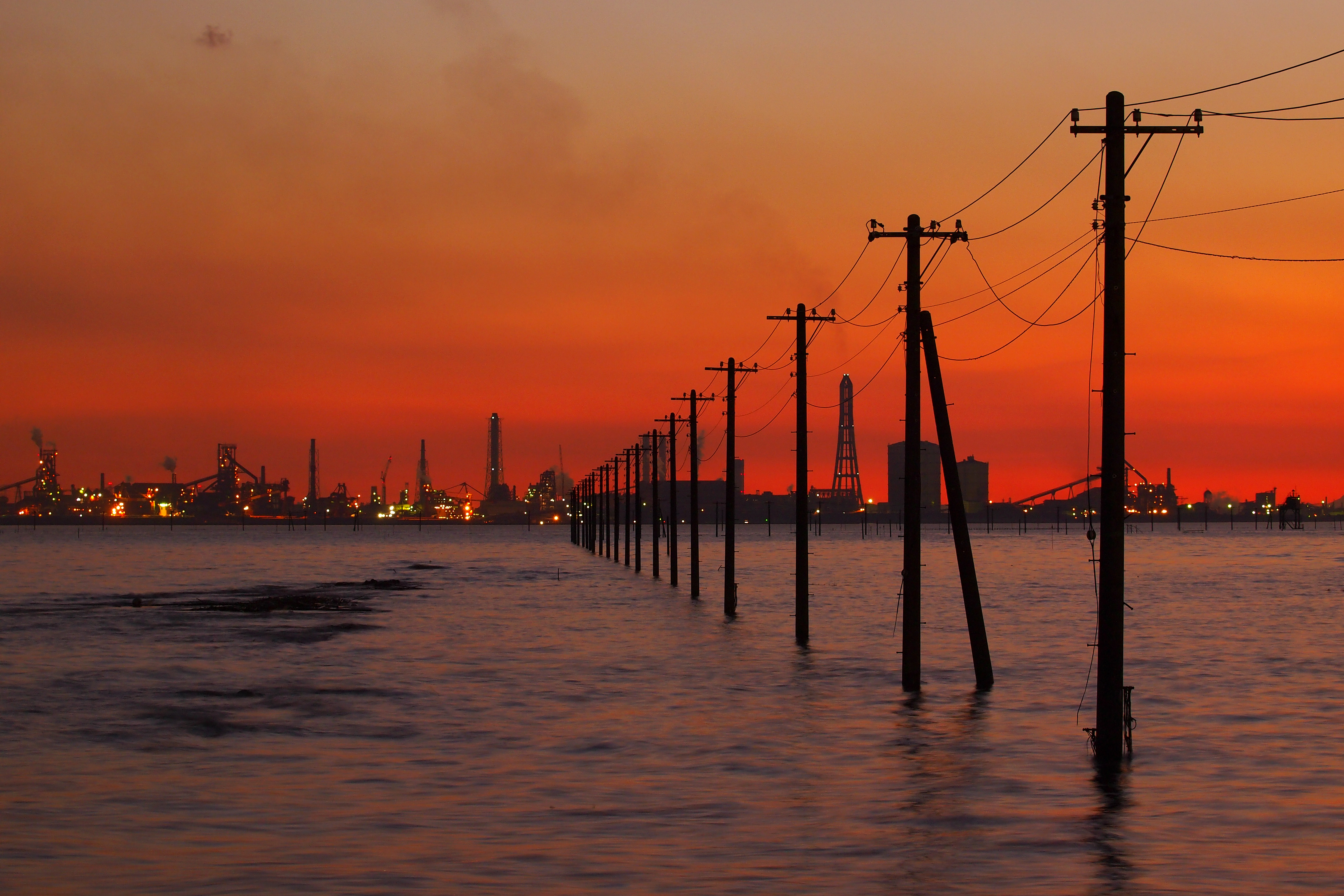
江川海岸（夕景）

海岸には沖合に向かって電柱が林立しており、満潮になると「海中電柱」という不思議な光景が出現していた。
1985年年代（昭和60年代）にアサリ、ハマグリの密漁を防ぐため江川海岸の約1キロメートル沖合に監視小屋を建て、浅瀬に電柱を並べて陸地から送電線や電話線を通した。その後は陸地からの暗視カメラによる監視に切り替え、小屋は2003年（平成15年）に役目を終えたが、沖合の電柱はそのまま残されていた。
東京湾岸の便利な立地にありながら沖合に向かって電柱が並んでいるという奇観を目にでき、波が静かな日はマジックアワーなどにより鏡のように電柱が海面に映り、ボリビアのウユニ塩湖やスタジオジブリ制作の千と千尋の神隠しの世界に類似すると話題となるなど絶景スポットとなった。しかし、観光客増加による環境問題やマナーの悪化が問題となって、江川漁業協同組合は干潟への立ち入りを禁じマナー遵守を呼び掛けることとなり、その後の経年劣化で倒壊などの事故が懸念されたため、2019年9月頃に撤去された。
近隣の久津間海岸や牛込海岸（牛込漁港・牛込船溜）においても同様の海中電柱をみることができる。

## アクセス
- 公共交通機関
  - 木更津駅（JR東日本）、巌根駅（JR東日本内房線）より、バス（小湊鉄道木更津営業所）にて「江川」下車、徒歩約20分
    - 木40：木更津駅西口 - 航空隊前 - 江川 - 金田中学校 - 金田中島 - 三井アウトレットパーク
    - 木41：木更津駅西口 - 航空隊前 - 江川 - 金田中学校 - 中島郵便局 - 三井アウトレットパーク
    - 木42：巖根駅 - 江川 - 金田中学校 - 金田中島 - 三井アウトレットパーク
    - 木44：木更津駅西口 - 航空隊前 - 江川 - 巌根駅 - 小櫃橋 - 三井アウトレットパーク
- 自動車
  - 最寄りのインターチェンジ
    - 館山自動車道 木更津北インターチェンジ、
    - 東京湾アクアライン 木更津金田インターチェンジ

  - 駐車場
    - 江川海岸潮干狩場などの駐車場